# 前辞反復
前辞反復（ぜんじはんぷく、Anadiplosis）とは、文または節の最後にある語または句が、次の文または節の最初で繰り返される修辞技法のこと。より一般的には、強調のための修辞的な繰り返しを指す。「Anadiplosis」の語源はギリシャ語で意味は「背中を重ねること」。

## 例
The Isles of Greece, the Isles of Greece, where burning Sappho loved and sung
（ギリシャの島々、ギリシャの島々、そこは輝くサッポーが愛し歌ったところ）
-- ジョージ・ゴードン・バイロン
Fear leads to anger. Anger leads to hate. Hate leads to suffering.
-- 映画『スター・ウォーズ』からヨーダの台詞。
忽聞海上有仙山，山在虛無縹緲間
-- 『長恨歌』
雨は 今宵も 昔 ながらに、昔 ながらの 唄を うたつてる。
-- 中原中也『夜更の雨』

## 他の使い方
「Anadiplosis」という語は古代の医学用語でもあった。意味は、発作の反復である。同じことを何人かの著作家たちは「Epanalepsis」と呼んでいる。